# Lisa Darmanin (Seglerin)
Lisa Darmanin (* 27. August 1991 in Sydney) ist eine australische Seglerin.

## Erfolge
Lisa Darmanin nahm an den Olympischen Sommerspielen 2016 in Rio de Janeiro in der Bootsklasse Nacra 17 teil. Gemeinsam mit ihrem Cousin Jason Waterhouse erreichte sie nach zehn Rennen das entscheidende medal race, dass die beiden auf dem zweiten Platz beendeten. In der Gesamtwertung kamen sie damit auf 78 Punkte, einen Punkt hinter den Olympiasiegern Santiago Lange und Cecilia Carranza Saroli. Aufgrund der besseren Platzierung im medal race belegten sie vor den punktgleichen Thomas Zajac und Tanja Frank den zweiten Gesamtplatz und erhielten damit die Silbermedaille.
Bei Weltmeisterschaften gewann sie mit Waterhouse bereits 2014 in Santander die Bronze- und 2015 in Aarhus die Silbermedaille. 2019 und 2020 folgten weitere Bronzemedaillen, die sie ebenfalls mit Waterhouse gewann.